# إيليا ميلساب
إيليا ميلساب (بالإنجليزية: Elijah Millsap)‏ مواليد 12 أغسطس 1987 في غرمبلينغ، هو لاعب كرة سلة أمريكي بدأ مسيرته الاحترافية في سنة 2010. يبلغ طوله 6 قدم 6 بوصة (2.0 م).

## إحصائيات المسيرة

### الموسم الاعتيادي
| السنة   | الفريق    | لعب | بدأ | دقيقة | ميداني% | ثلاثية | حرة  | ارتداد | صنع | استلاب | تصدي | نقطة |
| ------- | --------- | --- | --- | ----- | ------- | ------ | ---- | ------ | --- | ------ | ---- | ---- |
| 2014–15 | يوتاه جاز | 47  | 5   | 19.7  | .340    | .311   | .674 | 3.2    | 1.2 | 1.2    | .3   | 5.3  |
| 2015–16 | يوتاه جاز | 20  | 0   | 8.7   | .282    | .083   | .722 | 1.8    | 1.0 | .4     | .2   | 1.8  |
| المسيرة | المسيرة   | 67  | 5   | 16.4  | .332    | .284   | .683 | 2.8    | 1.1 | .9     | .3   | 4.2  |

## روابط خارجية
- إيليا ميلساب على موقع إن بي أي (الإنجليزية)
- إيليا ميلساب على موقع سبورتس رفرنس (الإنجليزية)
- إيليا ميلساب على موقع كرة السلة الأوروبية.كوم (الإنجليزية)
- إيليا ميلساب على موقع إي إس بي إن.كوم (الإنجليزية)
- إيليا ميلساب على موقع كلية كرة السلة في سبورتس رفرنس.كوم (الإنجليزية)
- إيليا ميلساب على موقع ريلجم (الإنجليزية)
- إيليا ميلساب على موقع بروبوليرز (الإنجليزية)
- إيليا ميلساب على موقع سبورتس رفرنس (الإنجليزية)
- إيليا ميلساب على موقع سبورتس رفرنس (الإنجليزية)